# 김명식 (물리학자)
김명식(Myungshik Kim, 1962년 ~ )은 양자광학 및 양자정보과학 이론물리학자이다. 임페리얼 칼리지 런던 물리학과 교수이며, 고등과학원 계산과학부 석좌교수이다.

## 생애
물리학자 김명식은 서울에서 태어났다. 부친은 전 기아자동차 회장 김선홍이다. 전 국회의장 김원기가 그의 이모부이다.
1984년 서강대학교 물리학과를 졸업하고, 1988년 영국 런던 소재 임페리얼 칼리지 런던 물리학과에서 양자광학을 전공하여 박사를 받았다. 2000년에는 영국 Warwick Business School에서 MBA를 받았다.
1990년부터 2000년까지 서강대학교 물리학과 교수로 근무하였고, 1997년-98년 사이에는 안식년을 이용해 훔볼트 펠로우로 뮌헨의 막스플랑크 연구소 (양자광학)에서 일했다.
2000년 이후로 전직하여 영국 퀸즈 대학교 벨파스트 물리학과 교수로 근무하다가, 2010년부터는 은사인 Sir Peter Knight 교수가 정년퇴임하면서 영국 임페리얼 칼리지 런던 물리학과로 자리를 옮겨서 Quantum Information Theory Group의 리더로서 양자광학, 양자컴퓨팅 및 양자정보 분야에서 여러 연구자들과 협업을 통해 세계적인 수준의 연구들을 주도하고 있다. Nano Optics와 양자정보의 interface, 양자정보를 이용한 tabletop 양자중력 테스트, 양자컴퓨팅과 machine learning의 학제간 연구등을 진행하고 있다.
또한, 한국을 포함한 세계 각국의 여러 연구기관에서 근무하는 양자정보 관련 연구자들을 다수 배출하였으며, 더불어 대한민국의 고등과학원 계산과학부 석좌교수이기도 하다.
2009년 왕립 아이리시 아카데미 회원으로 선출되었고, 2015년 영국 왕립 학회 울프슨 연구상을 수상하였다.
2016년에는 한국에서 호암상을 수상하였고, 2022년에는 양자역학과 양자컴퓨팅 분야의 연구성과를 인정받아 독일 훔볼트재단 으로부터 Carl Friedrich von Siemens상을 수상하였다.